# تيروفيبان
تروفيبان هوَ أَحد أَنواع الأَدوية المُضادة للصفيحات الدموية ،حَيث يُعتبر للبروتين السُكري IIb/IIIa .

## آلية العَمل
يَعمل التروفيبان على تَثبيط المَسار المُشتركـ النِهائي لعملية تَراكم الصَفائح الدموية ،حَيثُ يَمنع التروفيبان ارتِباط الفَيبرينوجين بِمستقبلات البروتين السُكري IIb/IIIa ،الذي يُعتبر المُستقبل الأَساسي في الصَفائح الدَموية الذي يُسبب تَراكم الصَفائح الدَموية وَهذهـ العَملية يُمكن عَكسها، بالتَالي فأن التروفيبان يُحافظ على الصَفائح الدَموية في الدَم من التَخثر لِمنع تَجلط الدم غَير المَرغوب فيهـ الذي يُمكن أَن يَحدث في القَلب أَو بعض حالات الأَوعية الدَموية.

## طريقة الاستعمال
يُعطى التروفيبان على شَكل حُقنة عن طَريق الجِلد ،يَعطى في كَثير من الحالات العِلاجية مَع الهيبارين.

## استعمالاته
يُستخدم التروفيبان كَأحد أنواع مضادات الصَفائح الدَموية في الحالات التالية:
1. قصور الدماغ.
2. داء قلبي إقفاري.
3. وفي بعض الحالات والعمليات الخاصة بتدفق الدَم إلى القَلب من الشِريان التاجي كَـ(coronary artery bypass graft).

## الأسماء التِجارية
الاسم التِجاري للتروفيبان هوَ أغراستات.

## موانع الاستعمال
1. الحَساسية تُجاه أَي مُكون من مُكونات المُنتج.
2. الإصابة بِالتهاب التامور الحاد.
3. ارتفاع ضغط الدم الشَديد.
4. في حال حُدوث نَزيف نَشط (حالي) أَو نزيف سابق في غضون 30 يوماً.
5. الاستخدام الحَالي لأي مِن مُثبطات البروتين السكري IIb/IIIa عَن طريق الحُقن.
6. تَاريخ لنزيف داخل الجمجمة، أورام داخل الجمجمة، تَشوهات الشَرايين والأَوردة، أَو تَمدد الأَوعية الدموية.
7. تَاريخ التَعرض لِقلة الصَفيحات بَعد استخدام الدواء.
8. تَاريخ لِسكتة دماغية في غُضون 30 يوماً أو أَي تاريخ من السَكتة الدماغية النزفية.
9. أي إِجراءات جِراحية كُبرى أَو صَدمات جَسدية شديدة خلال الشَهر السابِق.

## الآثار الجانِبية
1. نَزيف.
2. الدَوخة وَصداع وآلام في الساق.
3. الغَثيان وآلام في الحوض.
4. التَعَرُق.

## التَخزين
يُخزن الدَواء في دَرجة حرارة 25 مِئويهـ، ولا يُوضع في الثَلاجة (جهاز التَجميد) ،كَما يَتم تخزينهـ بحيث لا يَتعرض للضوء أثناء التَخزين.

## المَراجع
- Staff members of Clinical Pharmacology Department (2015). Essential of Pharmacology book. p. 66
- تفاصيل عن التروفيبان.